# Dictyochaeta
Dictyochaeta Speg. – rodzaj grzybów z typu workowców (Ascomycota). Grzyby mikroskopijne.

## Systematyka i nazewnictwo
Pozycja w klasyfikacji według Index Fungorum: Chaetosphaeriaceae, Chaetosphaeriales, Sordariomycetidae, Sordariomycetes, Pezizomycotina, Ascomycota, Fungi.
Rodzaj Dictyochaeta utworzył w 1923 r. Carlo Luigi Spegazzini. Należą do niego liczne gatunki. W Polsce występują:
- Dictyochaeta callimorpha (Mont.) Réblová & Hern.-Restr. 2021 (podany pod nazwą Chaetosphaeria callimorpha[2][3])